# 卡加利尼克河
卡加利尼克河是俄羅斯的河流，由羅斯托夫州負責管轄，河道全長162公里，流域面積5,040平方公里，河水主要來自融雪，最終注入塔甘羅格灣。